# Forstwirt

Forstwirte bei der Arbeit

Forstwirt, auch Forstwart (Schweiz), Forstfacharbeiter (Österreich) und früher auch Waldfacharbeiter, ist ein staatlich anerkannter Ausbildungsberuf für einen Waldarbeiter. Ein Forstwirt führt alle anfallenden Tätigkeiten im Forstbetrieb (Waldarbeit) aus, von der Begründung neuer Waldbestände bis zur Holzernte.

## Geschichte
Der Wandel des Berufs im deutschsprachigen Raum hängt eng mit der Geschichte der Motorsäge zusammen.
In der Vergangenheit war teilweise die Bezahlung in Abhängigkeit der gefällten und gerückten Stämme üblich (Stücklohn). Heute wird dies im deutschsprachigen Raum seltener so gehandhabt, unter anderem aus Gründen der Arbeitsgesundheit.

## Aufgaben
Die Aufgabenfelder umfassen unter anderem:
- Begründen und Verjüngen von Waldbeständen
- Erschließen und Pflegen von Waldbeständen
- Schützen von Waldbeständen vor schädlichen Einflüssen (Wild, Insekten, Pilze)
- Unterhaltung von forstlichen Wegen
- Anlegen und Pflegen von Schutz- und Walderholungseinrichtungen
- Einsatz in der Natur- und Landschaftspflege (Schaffung und Erhaltung von Biotopen)
- Führen von forstlichen Maschinen (Harvester, Forwarder)
- Mithilfe im Jagdbetrieb
- motormanuelle Holzernte

## Gesundheitsrisiken
Die Arbeit eines Forstwirtes ist anerkannte Schwerstarbeit. Der Energieumsatz bei motormanueller Tätigkeit im Stücklohn entspricht dem eines Spitzensportlers.
Mit den teilweise unnatürlichen Bewegungen gehen hohe Belastungen des Körpers, bspw. der Gelenke, einher. Die Folge können bspw. Gelenkkrankheiten und Bandscheibenvorfälle sein. Die Vibration der Motorsäge kann zudem nach langer Berufstätigkeit die Weißfingerkrankheit verursachen, diese ist heute jedoch unter anderem aufgrund der niedrigeren Arbeitsbelastung deutlich seltener als früher.
Forstwirt gilt als einer der gefährlichsten Berufe in Deutschland in Hinblick auf schwere Verletzungen und Todesfälle durch Unfälle. Diese passieren fast ausschließlich bei der Holzernte. Die häufigste Ursache für Unfälle sind Bewegungen von Baumteilen. Schwere Äste gelten hierbei als die größte Gefahr. Sie verletzen die Arbeiter entweder durch Herabfallen oder dadurch, dass sie am Boden unter Spannung standen und nach Durchsägen hochschnellen. Äste und Stammteile sind aus diesen beiden Gründen die größere Gefahr im Vergleich zu den umfallenden Bäumen selbst. Unterschätzt werden die diversen möglichen Verletzungen durch Stolpern, Ausrutschen und sonstiges Fallen im Wald, welche die zweithäufigste Unfallursache bei der Holzernte darstellen. Die dritthäufigste Ursache ist eine Verletzung durch die Motorsäge. Einer der häufigsten Arbeitsunfälle aus diesem Bereich ist der Schnitt ins eigene Bein, bspw. durch zu starken Druck mit der Motorsäge auf ungleich dichtes Holz. Insgesamt liegen die Todeszahlen in Deutschland jährlich im zweistelligen Bereich.

## Ausbildung

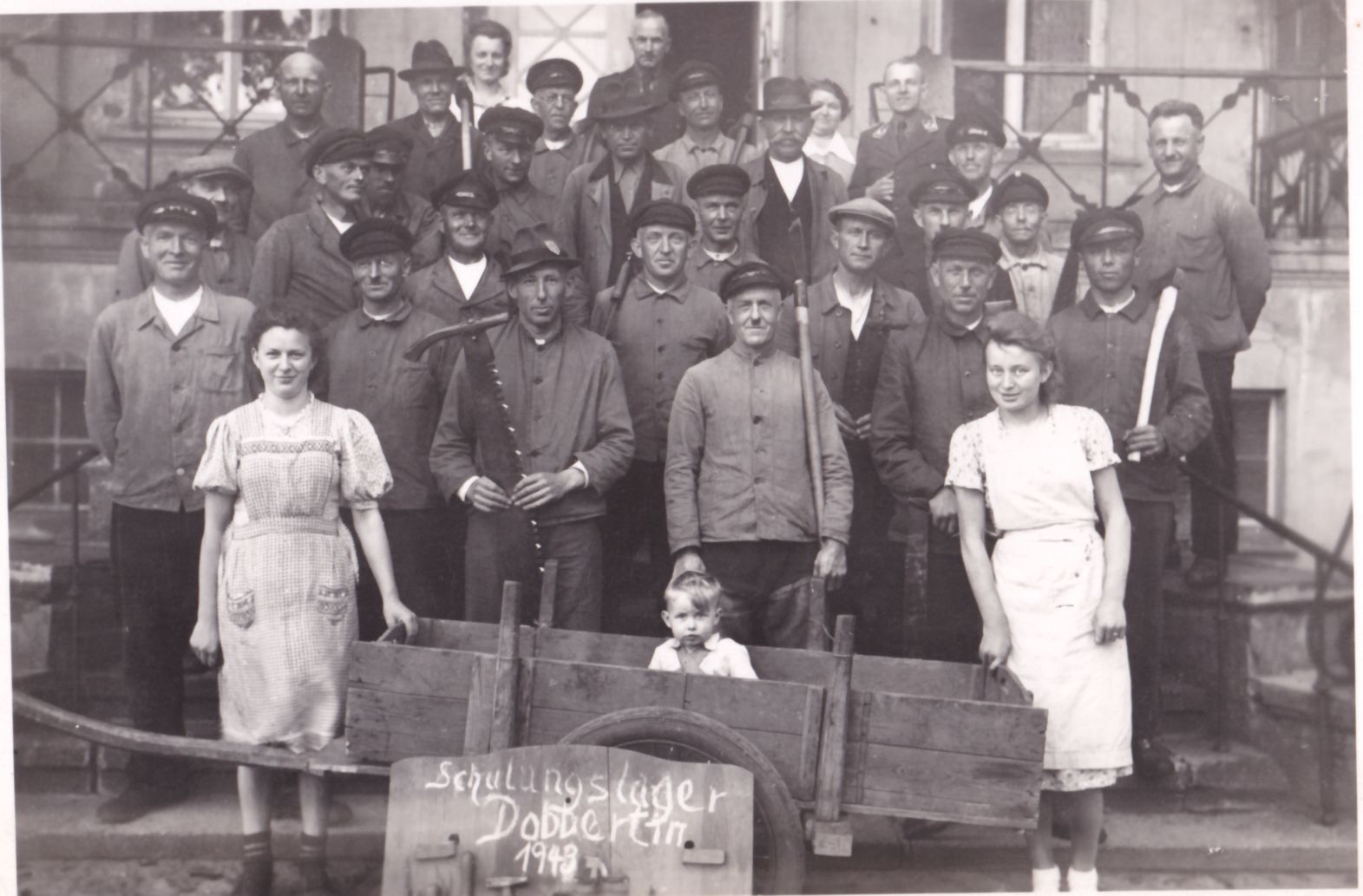
Waldarbeiterschule Dobbertin (1943)

Die Ausbildung (nach Berufsbildungsgesetz) erfolgt im dualen System. Bis auf Bremen werden in Deutschland in allen Bundesländern Ausbildungsplätze angeboten. Etwa zwei Drittel der Ausbildungsplätze befinden sich im Staatswald, ein Viertel im Körperschaftswald und ca. 10 % im Privatwald. Die Ausbildung dauert drei Jahre und endet mit der Facharbeiterprüfung.  Die Anzahl der gemeldeten Ausbildungsplätze ist rückläufig und betrug 2015 noch 1.656. Der Frauenanteil stieg zwischen 2011 und 2015 um rund 45 % von 4,6 auf 6,7 %.

## Karriere
Aufstiegsmöglichkeiten:
- Forstmaschinenführer – je nach Bundesland
- Natur- und Landschaftspfleger (Ranger)
- Forstwirtschaftsmeister – bis hin zur Revierleitung, je nach Bundesland
- Forsttechniker – Revierleiter für Privat- und Körperschaftswald

### Studium
Beim Diplom-Forstwirt, in Österreich auch nur Forstwirt genannt, handelt es sich hingegen um einen akademischen Grad, der nach dem erfolgreich absolvierten Universitäts-Studium der Forstwissenschaften verliehen wird. Forstwirte in Österreich, die zuvor an einer Hochschule ausgebildet wurden, sind berechtigt eine Forstfläche von über 3600 Hektar zu bewirtschaften. Die Ausbildung hierfür erfolgt an der Universität für Bodenkultur Wien (zehnsemestriges Bakkalaureats- und Magisterstudium) mit zweijähriger Praxis als Forstassistent und einer Staatsprüfung für den höheren Forstdienst.

## Verwendung des Begriffs im Steuerrecht
Privatwaldbesitzer erzielen auch ohne besondere Ausbildung und ohne persönliche Ausübung forstwirtschaftlicher Tätigkeiten regelmäßig Einkünfte aus Land- und Forstwirtschaft und werden deshalb gelegentlich aus steuerrechtlicher Sicht als Forstwirte bezeichnet.